# Schizopora carneolutea
Schizopora carneolutea är en svampart som först beskrevs av Rodway & Cleland, och fick sitt nu gällande namn av Kotl. & Pouzar 1979. Schizopora carneolutea ingår i släktet Schizopora och familjen Schizoporaceae.   Inga underarter finns listade i Catalogue of Life.